# China Open 2017 (Tennis)
Die China Open 2017 fanden vom 30. September bis 8. Oktober 2017 im Olympic Green Tenniszentrum in Peking statt. Bei den Männern waren sie Teil der ATP World Tour 500, bei den Damen handelte es sich um ein WTA-Premier-Mandatory-Turnier.

## Herren
→ Qualifikation: China Open 2017 (Tennis)/Herren/Qualifikation

## Damen
→ Qualifikation: China Open 2017 (Tennis)/Damen/Qualifikation